# Caithness
Caithness (em gaélico escocês:  Gallaibh) é um condado de registro, área municipal e área local de governo da Escócia. O nome também foi usado para se referir ao condado de Caithness e ao distrito eleitoral local do Parlamento do Reino Unido (de 1708 a 1918). Suas fronteiras não coincidem em todos os contextos, porém a região de Caithness situa-se hoje em dia inteiramente dentro da council area de Highland. Em 2007 o Conselho de Highland, atual autoridade governamental local, criou a área administrativa de Highland, com fronteiras semelhantes às da região governamental histórica local.
Caithness tornou-se um condado local, com seu conselho condal, em 1890, sob o Ato Governamental Local de 1899. Embora estejam oficialmente dentro do condado, os burghs de Wick e Thurso mantiveram sua autonomia governamental local. Wick, um burgh real e tradicionalmente a capital do condado, tornou-se o centro administrativo do condado governamental local. Os conselhos do condado e do burgh foram abolidos posteriormente, em 1975, com o Ato Governamental Local de 1973, e Caithness tornou-se um de oito distritos, cada qual com seu próprio conselho distrital, dentro da nova região de Highland. Em 1996, com o Ato Governamental Local de 1994, a região se tornou uma área governamental local unitária, e os conselhos distritais foram abolidos.
Tanto como condado de registro quanto como área municipal e região administrativa histórica, Caithness faz fronteira com a região administrativa local igualmente histórica de Sutherland. Esta fronteira terrestre segue uma divisória de águas, e é atravéssada por duas autoestradas, a A9 e a A836, além de uma ferrovia, a Far North Line. Balsas cruzam o Firth de Pentland, ligando Caithness com as Órcades, e há também um aeroporto em Wick. A ilha de Stroma, situada no Firth de Pentland, está dentro dos limites de Caithness.
Em 2001 a região tinha uma população fixa de 23.866 habitantes, e entre seus centros populacionais estavam Berriedale, Burnside, Castletown, Dunnet, Halkirk, Haster, Reiss, John o' Groats, Latheron, Gillock, Mey, Reay, Sibster, Thurso, Watten e Wick.